# Doğan Hancı
Doğan Hancı (Erzurum, 30 de septiembre de 1970) es un deportista turco que compitió en tiro con arco adaptado. Ganó una medalla de bronce en los Juegos Paralímpicos de Londres 2012 en la prueba compuesto individual (clase abierta).

## Palmarés internacional
| Juegos Paralímpicos | Juegos Paralímpicos   | Juegos Paralímpicos | Juegos Paralímpicos                |
| Año                 | Lugar                 | Medalla             | Prueba                             |
| ------------------- | --------------------- | ------------------- | ---------------------------------- |
| 2012                | Londres (Reino Unido) | Medalla de bronce   | Compuesto individual clase abierta |